# Mellicta pygmaea
Mellicta pygmaea är en fjärilsart som beskrevs av Hormuzaki 1924. Mellicta pygmaea ingår i släktet Mellicta och familjen praktfjärilar. Inga underarter finns listade i Catalogue of Life.